# Стодърд (окръг, Мисури)
Окръг Стодърд (на английски: Stoddard County) е окръг в щата Мисури, Съединени американски щати. Площта му е 2147 km², а населението - 29 537 души. Административен център е град Блумфийлд.